# Alter-globaliseringsbevægelsen
Alter-globaliseringsbevægelsen, også kaldet bevægelsen for global retfærdighed, bevægelsen af bevægelser, bevægelsen for globalisering fra neden eller kort og godt globaliseringsbevægelsen, er en komplekst sammensat sværm af sociale bevægelser, der vanskeligt lader sig indfange med ét begreb, men har det til fælles at de alle forholder sig kritiske overfor globaliseringens nuværende form. Udefra kaldes bevægelsen til tider for "antiglobaliseringsbevægelsen", hvilket bunder i en misforståelse. Danske organisationer, grupperinger o.lign. med relation til bevægelsen tæller bl.a. Attac, Globale Rødder, Danmarks Sociale Forum, Modkraft.dk, Indymedia, m.fl.

## Seattle 1999
Under Verdenshandelsorganisationens (WTO) møde i Seattle 30. november 1999 samledes op mod 50.000 demonstranter og organiserede en de facto blokade af topmødet. Særligt efter nordamerikanske forhold var det bemærkelsesværdigt, at protesten både kunne favne "turtles and teamsters" – miljøaktivister (som protesterede over en WTO-kendelse, som tillod fiskenet, der ikke tog hensyn til skildpadder) og traditionelle amerikanske fagforeningsdemonstranter. Demonstranterne kunne samles om at protestere mod sociale, miljømæssige, politiske, m.m. konsekvenser af WTO's markedsorienterede regulering af verdenshandlen. WTO-protesterne, der bl.a. pga. en række spredte konfrontationer mellem politi og mindre grupper af militante aktivister sikredes intens dækning i globale nyhedsmedier, blev skoledannende for en lang række protestaktioner ved topmøder for frihandelsorienterede, såkaldt neoliberale institutioner kloden rundt ind i det nye årtusinde.

## Zapatisterne
En vigtig inspiration for bevægelsen findes hos den zapatistiske oprørshær i Chiapas, Mexico, som nytårsdag 1994 indledte et oprør for den indianske befolknings rettigheder og mod den amerikanske frihandelsaftale NAFTA, som trådte i kraft samme dag. Fra zapatisterne hentes bl.a. vægten på symbolske protestformer, en utraditionel (sågar poetisk) politisk retorik og organisering i netværk.

## Sociale Forummer
Siden 2001 har bevægelsen været samlet omkring græsrodsmødet World Social Forum  , der årligt samler flere hundrede tusind deltagere og har kontinentale, nationale, regionale, lokale og tematiske aflæggere kloden rundt. Der findes desuden et European Social Forum, sidst afholdt i Malmø 2008.